# ابن فتحون
ابن فَتْحُون (توفي سنة 520 هـ - 1126 م) محمَّد بن خلف بن سليمان بن فتحون الأندلسي أبو بكر: مؤرخ، نقاد، عارف بالتاريخ. من أهل أوريويلة من أعمال مرسية. له في الاستدراك على كتاب (الصحابة) لابن عبد البر، كتاب سماه (التذييل) في مجلدين كبيرين، وكتاب في أوهام (كتاب الصحابة) المذكور، وآخر في (إصلاح أوهام المعجم لابن قانع) توفي بمرسية.